# Evan Spiegel
 Der er for få eller ingen kildehenvisninger i denne artikel, hvilket er et problem. Du kan hjælpe ved at angive troværdige kilder til de påstande, som fremføres i artiklen.

Evan Thomas Spiegel (født 4. juni 1990) er en amerikansk internetiværksætter, som har været med til at lave den mobile applikation Snapchat. Spiegel er adminstrerende direktør for Snapchat.
,Evan blev født i Los Angeles, Californien, som søn af Melissa Ann Thomas og John W. Spiegel, begge advokater. Spiegel voksede op i Pacific Palisades, et område i Californien. Under sin opvækst var han tilknyttet en Episkopalsk kirke. Han blev uddannet fra Crossroads School for Kunst og Videnskab i Santa Monica og Stanford University. Spiegel tog designkurser ved Otis College of Art and Design, mens han stadigvæk gik i gymnasiet, og i Art Center College of Design i Pasadena sommeren før han kom ind på Stanford. Han var også i ulønnet praktik hos Red Bull. Mens han var student, arbejdede han for et biomedicinsk firma som en karriereinstruktør i Cape Town, Sydafrika.
Han er også kendt som den yngste amerikaner på Forbes' Billionaires List